# ورا میزویچ
ورا میزویچ (به اوکراینی: Віра Місевич) (زادهٔ ۱۰ آوریل ۱۹۴۵ -درگذشتهٔ ۴ مارس ۱۹۹۵ میلادی) یک سوارکار زن اهل کشور اوکراین و قهرمان المپیک بود. او مدال طلای رشتهٔ درساژ را همراه با تیم شوروی در بازی‌های المپیک تابستانی ۱۹۸۰ مسکو بدست آورد.